# AKO Literatuurprijs 2004
De AKO Literatuurprijs is een Nederlandse literatuurprijs die wordt uitgereikt sinds 1987. De genomineerde boeken zijn verschenen tussen 1 juli 2003 en 1 juli 2004.

## Nominaties
Op 28 augustus 2004 werd op de Uitmarkt bekendgemaakt welke schrijvers genomineerd waren voor de AKO Literatuurprijs 2004. Het waren:
- Bernlef voor Buiten is het maandag
- Hafid Bouazza voor Paravion
- Pam Emmerik voor Het wonder werkt
- Arnon Grunberg voor De asielzoeker
- Kees 't Hart voor Ter navolging
- Ilja Leonard Pfeijffer voor Het grote baggerboek

## Winnaar
Op 22 oktober 2004 werd de winnaar tijdens een uitzending van RTL Boulevard bekendgemaakt. De winnaar van de € 50.000, Arnon Grunberg, was niet bij de prijsuitreiking in Cristofori in Amsterdam aanwezig.

## Jury
De leden van de jury waren: 
- Paul Rosenmöller (voorzitter)
- Jos Borré
- Johan De Haes
- Elsbeth Etty
- Judith Janssen
- Rob Schouten